# Vorst-primaat
De Vorst-primaat was de voorzitter van de Rijnbond. De titel bestond van 1806 tot 1810.
Op 12 juli 1806 tekenden een aantal Duitse vorsten in Parijs de Rijnbondakte. In artikel 1 maakten deze vorsten zich los van het Heilige Roomse Rijk. Dit betekende praktisch de opheffing van dit keizerrijk.
Een van de ondertekenaars was Karl Theodor von Dalberg, de heerser van het keurvorstendom van de aartskanselier.
In artikel 4 van de akte werd hem de titel vorst-primaat toegekend. De nieuwe titel voor deze geestelijke vorst was noodzakelijk geworden omdat de oude titel door de opheffing van het keizerrijk zonder betekenis was geworden.
Andere artikelen in de akte die betrekking hebben op de vorst-primaat zijn:
- Artikel 6, waarin een bondsdag te Frankfurt wordt ingesteld. (Deze bondsdag was bedoeld als opvolger van de Rijkdag te Regensburg).
- Artikel 10, waarin wordt bepaald dat de vorst-primaat de voorzitter is van deze bondsdag.
- Artikel 11, waarin wordt bepaald dat de vorst-primaat een concept-statuut zal opstellen voor de bondsdag.
- Artikel 12, waarin wordt bepaald dat de keizer van Frankrijk als protector van de Rijnbond de opvolger van de vorst-primaat aanstelt na diens overlijden.
- Artikel 22, waarin de inlijving van de rijksstad Frankfurt bij de nieuwe staat wordt geregeld.
- Artikel 24, waarin de vorst-primaat de soevereiniteit krijgt over de bezittingen van de vorsten en graven van Löwenstein-Wertheim, zover ze op de rechter Mainoever liggen en het graafschap Rieneck (de mediatisering).

In een verdrag met de groothertog van Hessen-Darmstadt van 26 september 1806 de soevereiniteit over de halve heerlijkheid
Niederursel, een bezit van de gemediatiseerde graaf van Solms-Rödelheim. en het ambt Obererlenbach, een domein van de graaf van Ingelheim. In 1807 wordt het gemediatiseerde graafschap Rieneck gekocht van de graaf van Nostitz. Dit graafschap kan daardoor totaal geïntegreerd worden in de staat van de vorst-primaat.
De staat van de vorst-primaat houdt op te bestaan door het verdrag van 16-02-1810 met Frankrijk. De vorst-primaat staat het vorstendom Rgensburg aan Frankrijk af (waarna het met het koninkrijk Beieren wordt verenigd. De overige gebieden gaan op in het nieuwe gevormde groothertogdom Frankfurt, waarvan Karl Theodor de eerste groothertog wordt. Als troonopvolger wordt   Eugène de Beauharnais aangewezen.
Overigens heeft de vorst-primaat in de Rijnbond nauwelijks een rol gespeeld. De beoogde bondsdag te Frankfurt is nooit in werking getreden.